# Emily Stang Sando
Emily Stang Sando (ur. 8 marca 1989 w Holmestrand) – norweska piłkarka ręczna, reprezentantka kraju, grająca na pozycji bramkarki. Obecnie występuje w duńskim Odense Håndbold.
W drużynie narodowej zadebiutowała 5 czerwca 2010 roku.

## Osiągnięcia reprezentacyjne
- Mistrzostwa Europy:
  -  2014